# 6-苄基腺嘌呤
6-苄氨基嘌呤（英語：6-Benzylaminopurine，BAP）又称6-苄基腺嘌呤（英語：6-benzyl adenine，BA）是第一代合成細胞分裂素，可通过刺激细胞分裂来诱发植物生长发育反应、开花和果实发育。其为植物呼吸激酶抑制剂，可延长绿色蔬菜的采后保质期。例如，商业中常用包括BAP在内的一众细胞分裂素处理西蓝花和芦笋，使其保鲜期延长。在6±1°C的商业储藏温度下，用10和15 ppm的BAP处理切好的新鲜西兰花和切碎的卷心菜可延长保质期。
除了蔬菜保鲜，BAP也可以用于延长花卉和花艺作品的保质期。例如，正常情况下插在水中的九龙环花束可约保持一周，用赤霉素或BAP处理则可延长一倍。
BAP由瑞典植物生理学家Folke K. Skoog在实验室中首次合成得到，并测试其作为细胞分裂素的效果。